# Kapuzinerkloster Wasserburg
Das Kloster Wasserburg ist ein ehemaliges Kloster der Kapuziner in Wasserburg am Inn in Bayern in der Diözese Freising.

## Geschichte

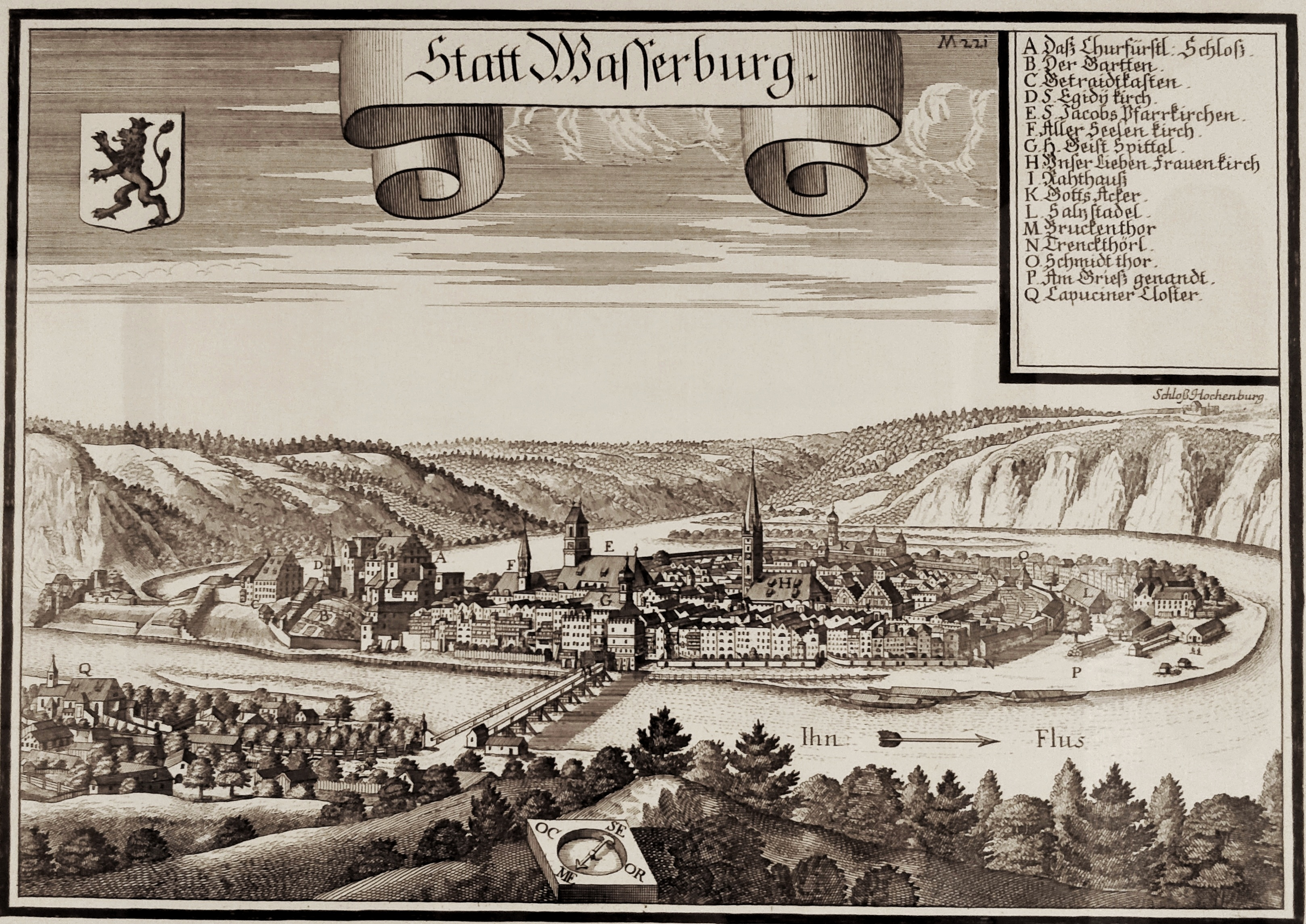
Kupferstich Wasserburgs von Michael Wening um 1700. Das Kloster ist unten links zu sehen („Q“).

Das U.L. Frau von den Engeln geweihte Kloster wurde 1624 durch den Propst von Gars auf städtischem Grund gegründet. 
1802 wurde es im Zuge der Säkularisation zunächst als Zentralkloster genutzt, bis es 1806 endgültig aufgehoben wurde. Der Gerichtsdiener Georg Stadler erwarb daraufhin die Gebäude. Er riss die Klosteranlagen ab und baute die Kirche in ein Wohnhaus um. Dieses Wohnhaus wechselte in der Folge mehrfach den Besitzer. 
Mit dem Neubau der Hauptschule Wasserburg Ende der 1960er Jahre wurde es schließlich mitsamt den letzten Resten der Klosteranlage abgerissen.
An das Kloster erinnern heute ein Denkmal an der Südostseite des Schulgeländes, die Namen der angrenzenden Straßen Klosterweg und Kapuzinerweg und der Kapuzinerinsel im Inn, sowie der zum Wohnhaus umgebaute ehemalige Wirtschaftshof des Klosters.